# Condado de Santiago de Calimaya

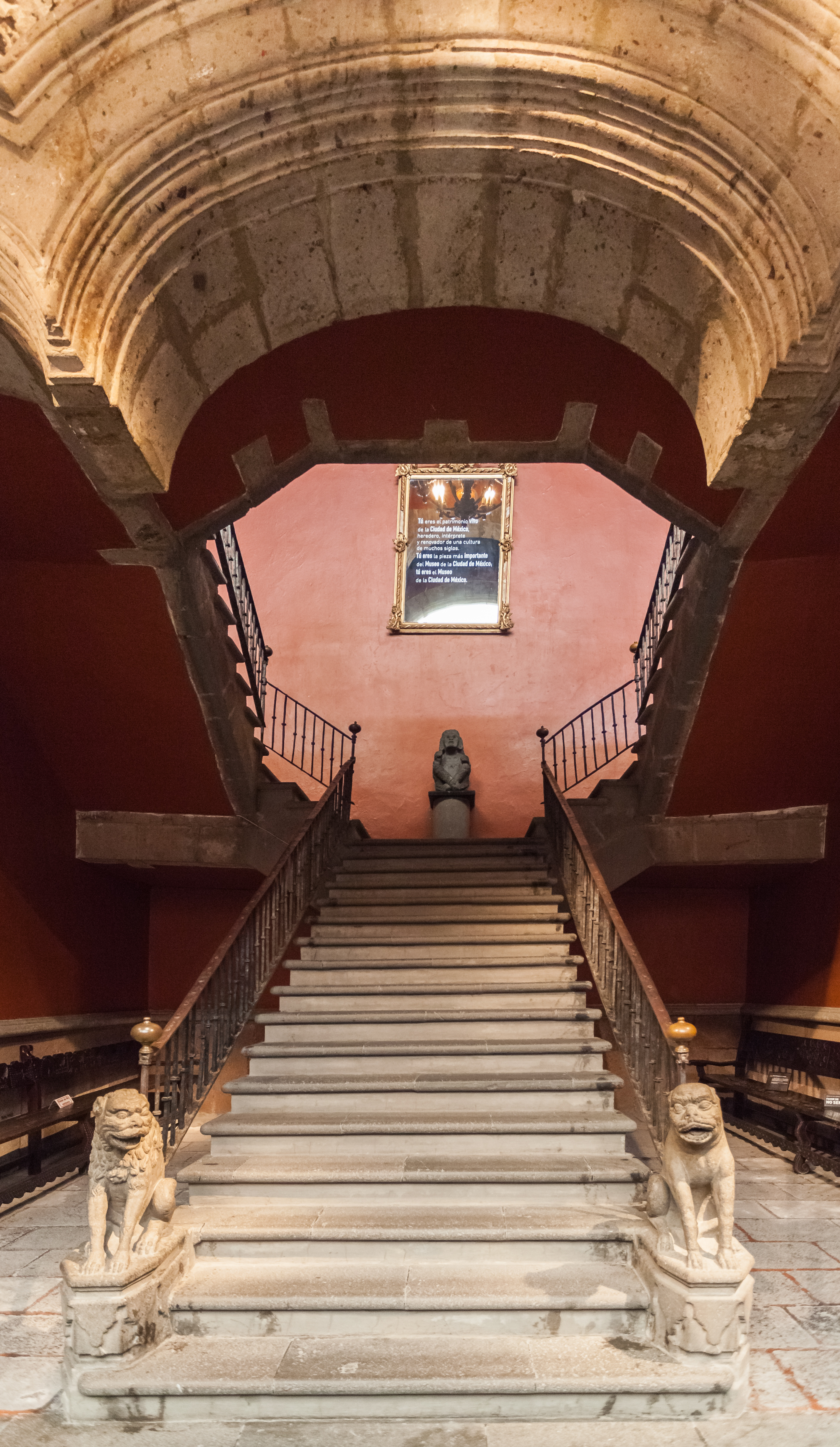
Palacio de los condes de Santiago de Calimaya, hoy Museo de la Ciudad de México. Escalera al piso superior.

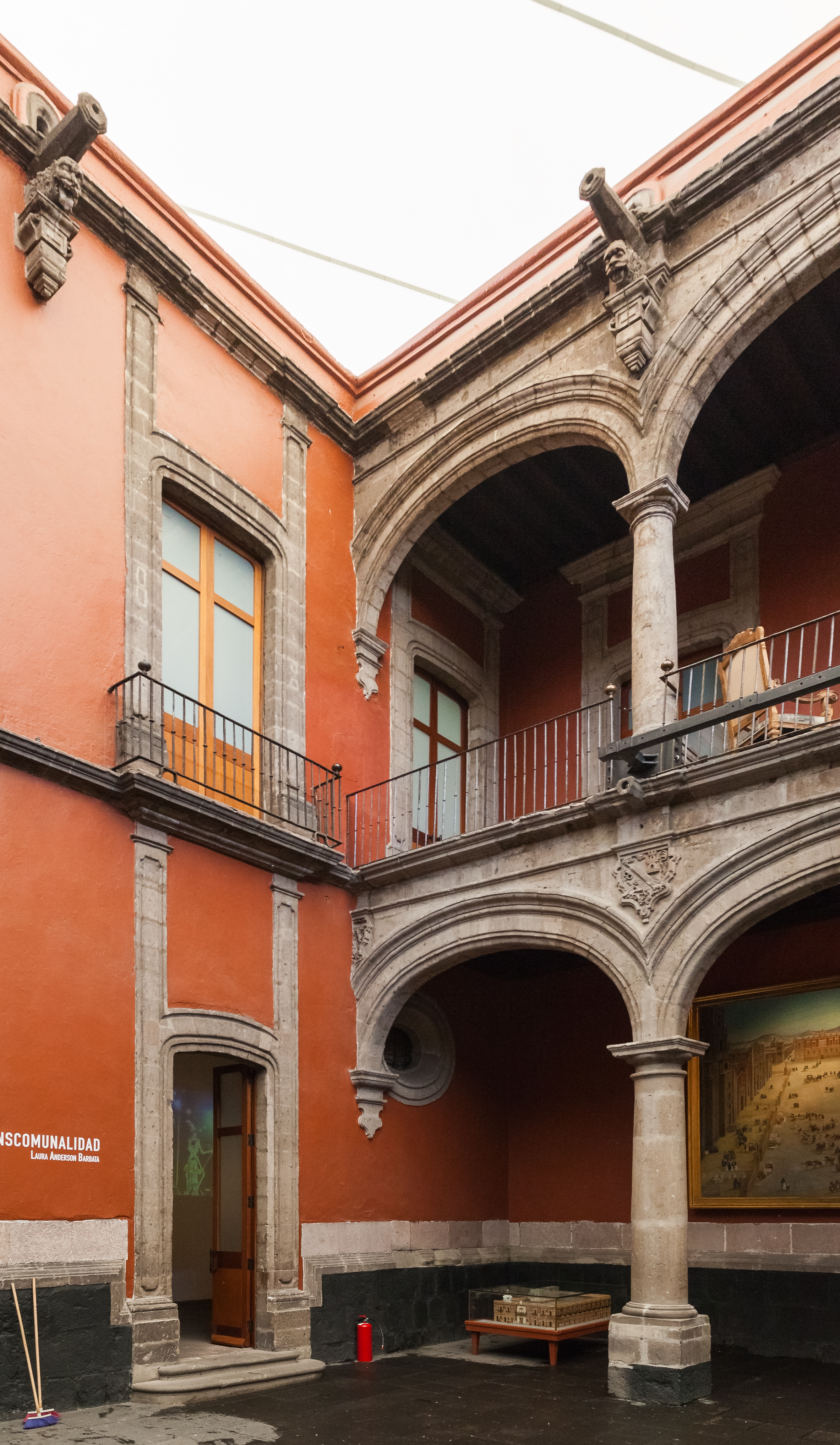
Vista del patio del Palacio en Ciudad de México.

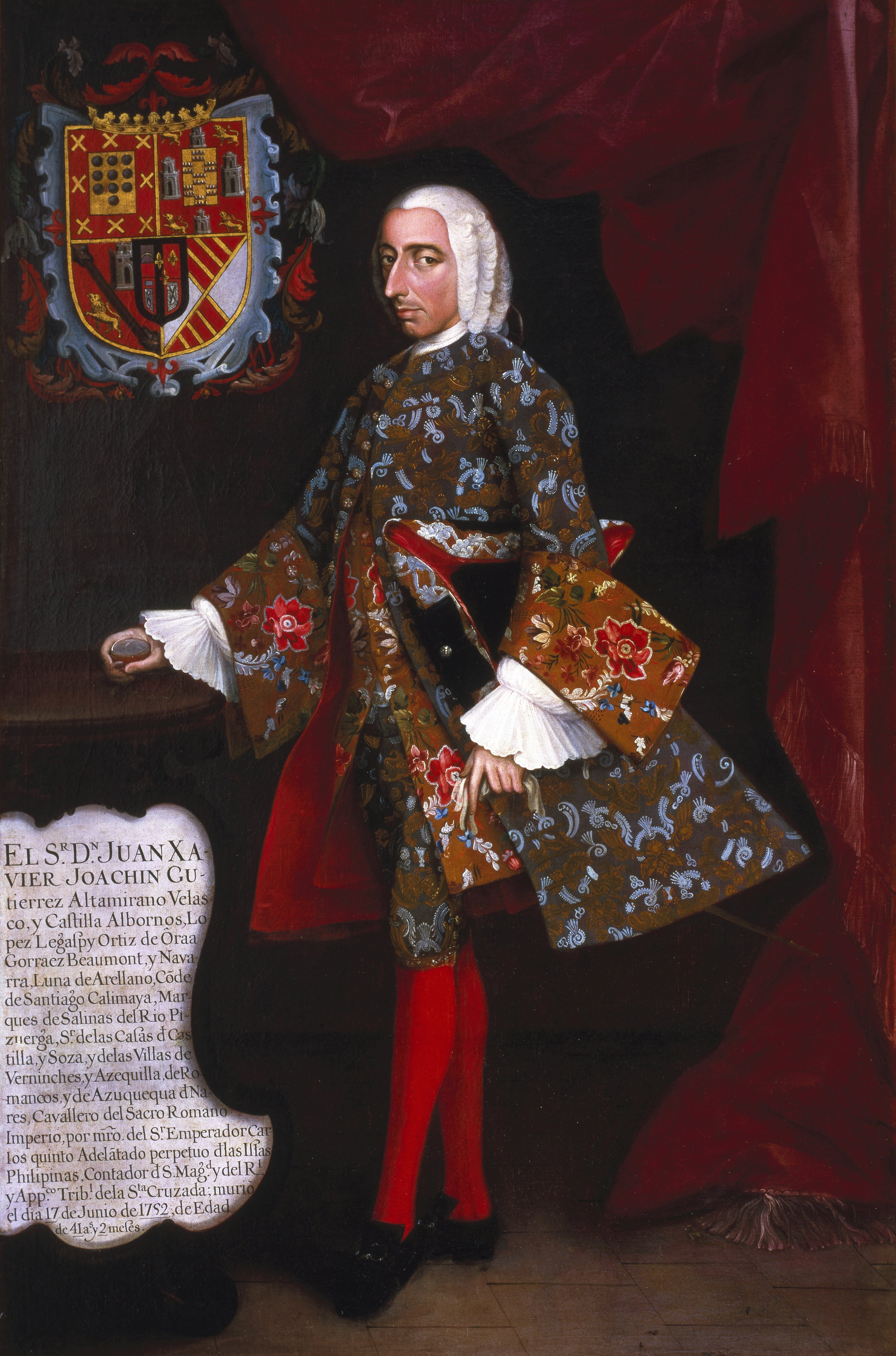
Don Juan Xavier Joachín Gutiérrez Altamirano Velasco, VII conde de Santiago de Calimaya, ca. 1752.

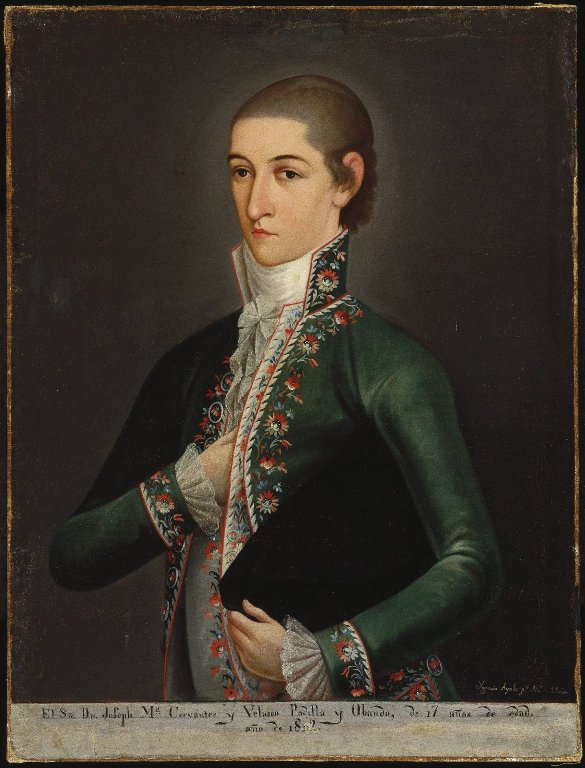
Don José María de Cervantes y Velasco, XI conde de Santiago de Calimaya, ca. 1802.

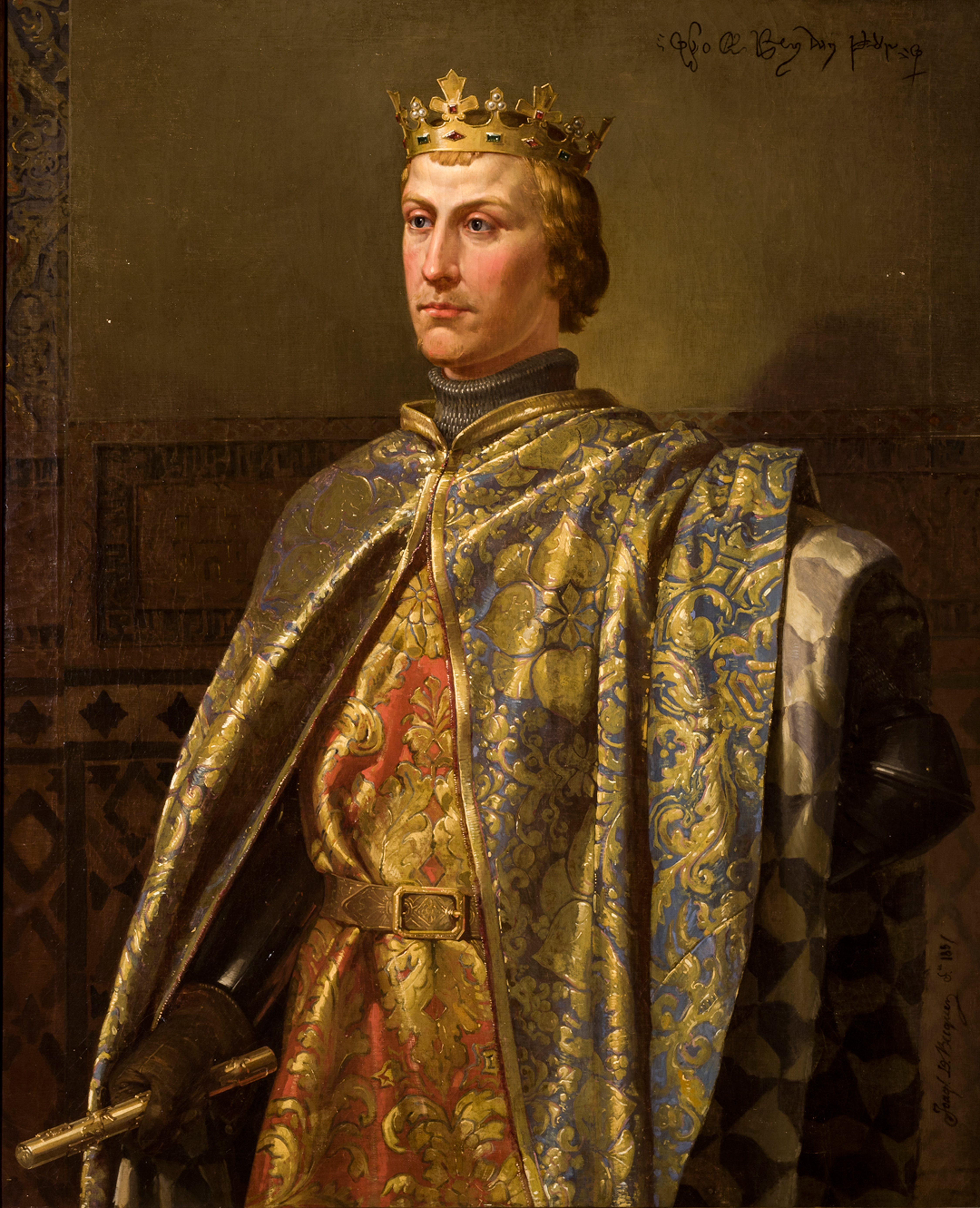
Retrato de Pedro I, Rey de Castilla, antepasado de los condes de Santiago de Calimaya.

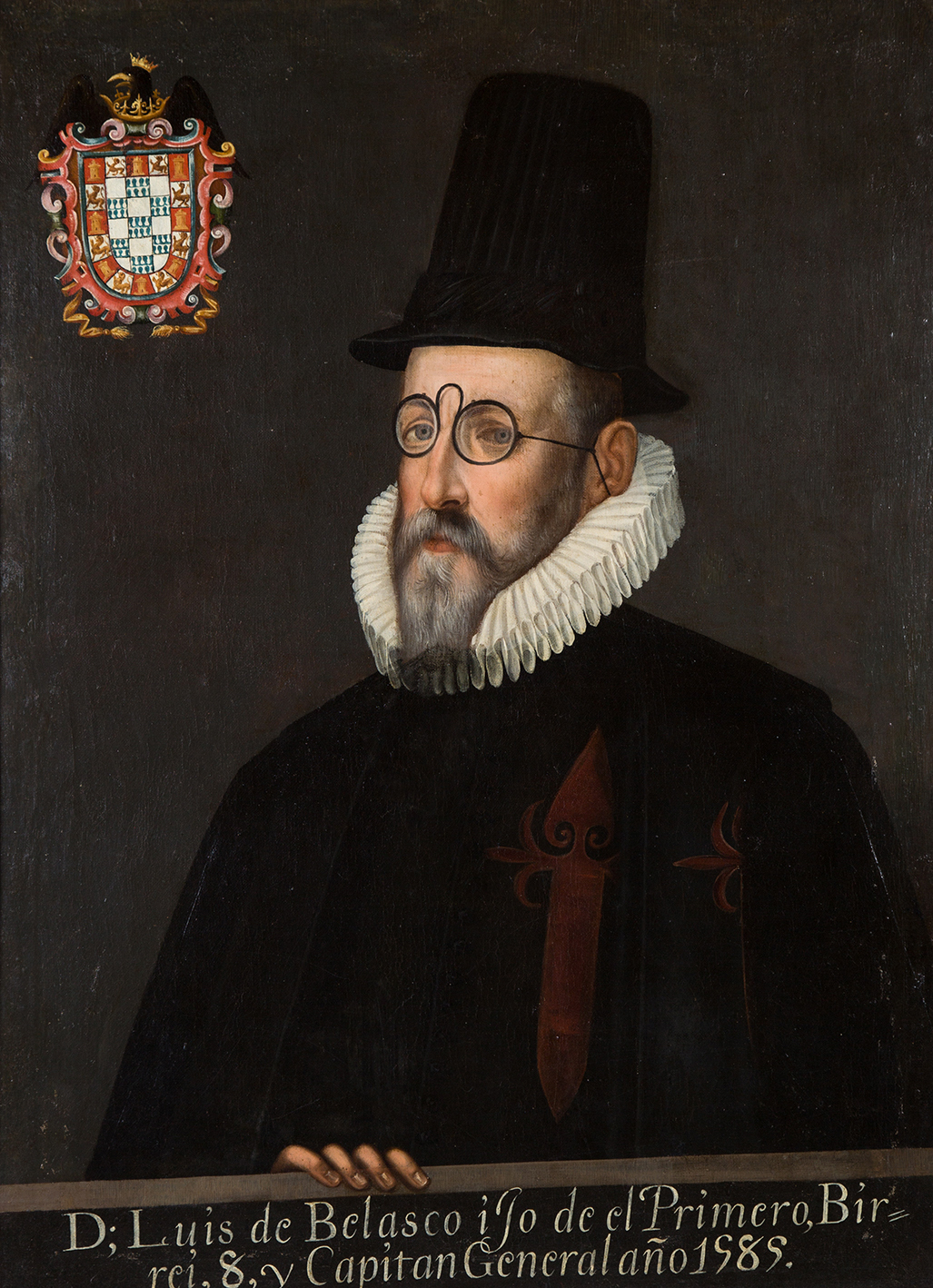
Luis de Velasco y Castilla, Virrey de la Nueva España, I marqués de Salinas del Río Pisuerga. De una rama menor de la Casa de Velasco. Su título se incorporó a la Casa de Santiago de Calimaya, siendo varios de ellos, condes de Santiago de Calimaya y marqueses de Salinas.

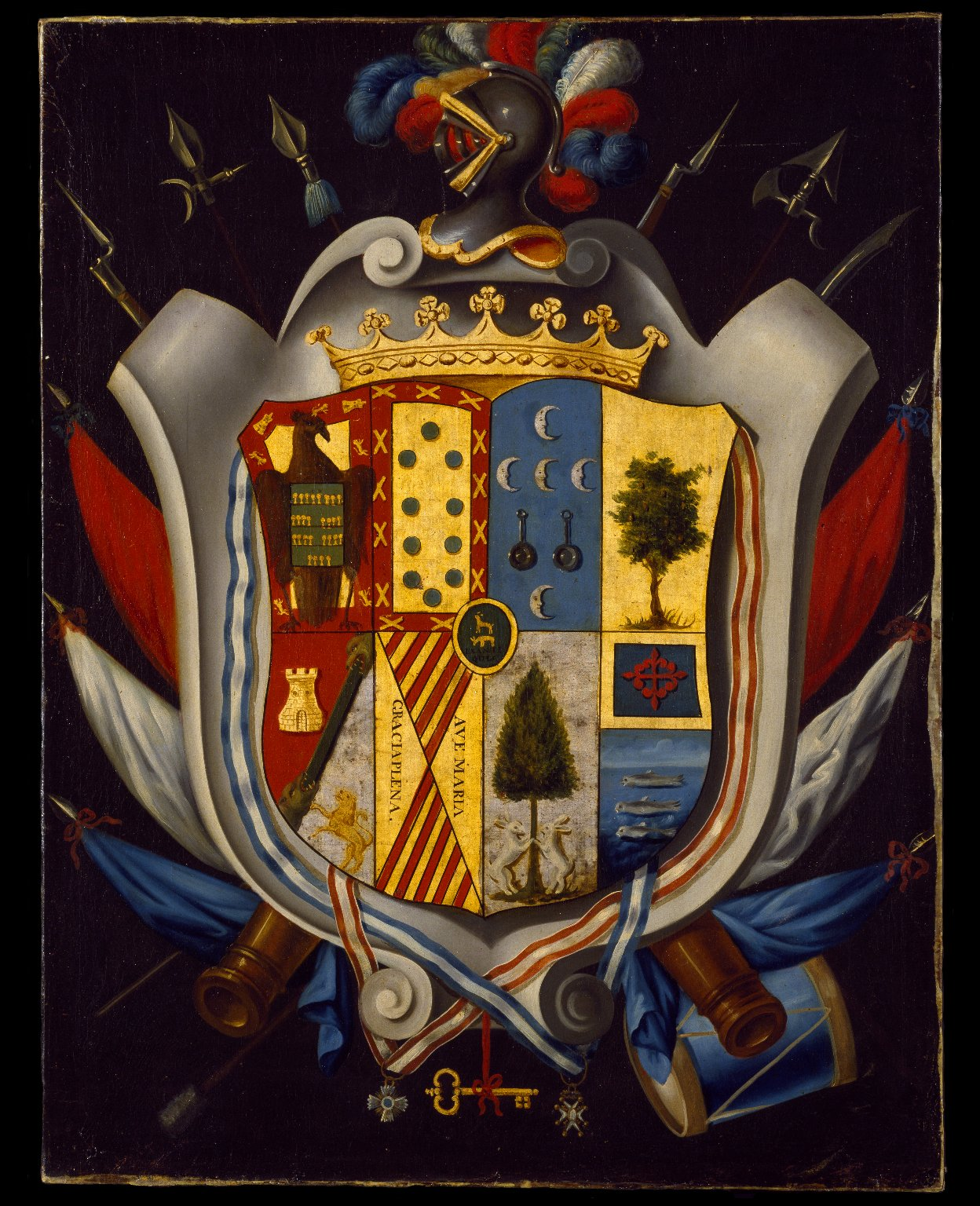
Escudo de Armas de la Casa de Cervantes unida con los Altamirano de Velasco. Exhiben todas las casas nobiliarias que son ascendientes de los condes de Santiago de Calimaya. Brooklyn Museum, ca. 1802.

Escudo de Armas de Pedro I, Rey de Castilla y León.

Armas de Juan de Castilla y sus descendientes. Se incorporan en el tercer cuartel a las armas de los condes de Santiago de Calimaya.

El condado de Santiago de Calimaya es un título nobiliario español creado el 6 de diciembre de 1616 por el rey Felipe III a favor de Francisco Altamirano y Velasco, Corregidor de México, Capitán General de Guatemala y Presidente de su Real Audiencia.
Como descendientes de Miguel López de Legazpi, se les otorgó el título de Adelantado Mayor Perpetuo de las Islas Filipinas, haciendo referencia por ser los herederos de los descubridores y conquistadores de las Islas Filipinas. En esta familia terminaron fundiéndose todos los títulos del virreinato anteriores a la segunda mitad del siglo XVII y fueron poseedores de uno de los primeros y más poderosos mayorazgos.
Su denominación hace referencia al municipio de Calimaya, en el actual Estado de México. El título fue rehabilitado en 1923 por María Teresa Losada y González de Villalaz y actualmente, en el 2018, el titular es José María Ortega Padilla.[cita requerida]

## Condes de Santiago de Calimaya
|                                         | Titular                                                 | Periodo                 |
| Creación por Felipe III                 | Creación por Felipe III                                 | Creación por Felipe III |
| --------------------------------------- | ------------------------------------------------------- | ----------------------- |
| I                                       | Francisco Altamirano e Ircio Velasco y Castilla         | 1616-1657               |
| II                                      | Juan de Altamirano y Velasco                            | 1657-1661               |
| III                                     | Fernando de Altamirano y Legazpi                        | 1661-1684               |
| IV                                      | Juan de Altamirano y Villegas                           | 1684- ?                 |
| V                                       | Fernando de Altamirano y Mendoza                        | ? - 1704                |
| VI                                      | Nicolás de Altamirano y Villegas                        | 1704 -1721              |
| VII                                     | Juan Javier Altamirano de Velasco y Gorráez             | 1721- ?                 |
| VIII                                    | Juan Lorenzo Altamirano de Velasco y Urrútia de Vergara | ? -1793                 |
| IX                                      | María Josefa Altamirano de Velasco y Ovando             | 1793-1802               |
| X                                       | Ana María Altamirano de Velasco y Ovando                | 1802-1809               |
| XI                                      | José María de Cervantes y Velasco                       | 1809-1856               |
| XII                                     | José Juan de Cervantes y Michaus                        | 1856-1870               |
| Rehabilitación por Alfonso XIII en 1923 |                                                         |                         |
| XIII                                    | María Teresa Losada y González de Villalaz              | 1923-1943               |
| XIV                                     | Javier de Urquijo y Losada                              | 1955-                   |
| XV                                      | Myriam Bores y de Urquijo                               | 2002-2018               |
| XV                                      | José María Gayol Zabalgoitia                            | 2018 - Actual Titular   |

## Historia de los condes de Santiago de Calimaya
Los antepasados de los condes de Santiago de Calimaya casaron dentro de las familias Manrique de Lara, condes de Monterrey y Castañeda, así como dentro de la familia Real de Castilla, por el matrimonio del Virrey Luis de Velasco con  Ana de Castilla y Mendoza, descendiente de Pedro I de Castilla. Inicialmente usaron por armas las mismas que las originales de la Casa de Velasco, más tarde las equipararon a las utilizadas por los condestables de Castilla, con bordura de Castilla y León haciendo alarde de su parentesco con la Familia Real de esos territorios. Con el paso del tiempo, su escudo resultó bastante complejo, cuartelándolo una y otra vez hasta crear un collage casi ilegible de casas nobiliarias que no sólo llevaban en su ascendencia sino que las utilizaban constantemente entre sus apellidos, los cuales gustaban de poner por escrito, sin dejar ninguno sin exponer.
Esta rama de los Velasco pasó inicialmente a América con la llegada del Virrey Luis de Velasco a la Nueva España en 1550, quien también fue caballero de la  Orden de Santiago. El título fue creado por Felipe III de España, el 6 de diciembre de 1616 a favor de don Fernando de Altamirano y Velasco, esposo de la nieta del Virrey Luis de Velasco.
Los condes construyeron el famoso Palacio de los Condes de Santiago de Calimaya, que hoy en día alberga el Museo de la Ciudad de México, y es apreciado no solo por su rico contenido sino por su magnífica arquitectura. También fueron propietarios de la Hacienda de Zacango, que hoy alberga al Zoológico de Zacango en Calimaya, Estado de México.
- Fernando de Altamirano Velasco de Ircio y Castilla (1589-1657)[4] I conde de Santiago de Calimaya.

1. Casó con María de Velasco e Ibarra Le sucedió su hijo:

- Juan de Altamirano y Velasco (1616-1661), II conde de Santiago de Calimaya.

1. Casó con Luisa de Albornoz Legazpi y Acuña. Le sucedió su hijo:

- Fernando de Altamirano y Legazpi (1640-1684), III conde de Santiago de Calimaya.

1. Casó con María Isabel de Villegas y Castilla. Le sucedió su hijo:

- Juan de Altamirano y Villegas (1669-.), IV conde de Santiago de Calimaya.

1. Casó con Teresa Hurtado de Mendoza. Le sucedió su hijo:

- Fernando de Altamirado y Mendoza, V conde de Santiago de Calimaya. Murió siendo niño. Le sucedió el hermano de su padre, por tanto su tío:

- Nicolás Altamirano de Velasco y Villegas (1675-1727), VI conde de Santiago de Calimaya, VII marqués de Salinas del Río Pissuerga.

1. Casó con María Gorráez Luna y Arellano. Le sucedió su hijo:

- Juan Javier Joaquín Gutiérrez Altamirano de Velasco y Gorráez (1710-.), VII conde de Santiago de Calimaya, VIII marqués de Salinas del Río Pisuerga.

1. Casó con Ana Urrútia de Vergara y Alfonso. Le sucedió su hijo:

- Juan Lorenzo Gutiérrez Arellano de Velasco y Urrútia de Vergara (1733-1793), VIII conde de Santiago de Calimaya, IX marqués de Salinas del Río Pisuerga, III marqués de Salvatierra de Peralta.

1. Casó con Bárbara de Ovando y Rivadeneira. Le sucedió su hija:

- María Josefa Isabel Gutiérrez Arellano de Velasco y Ovando (1763-1802), IX condesa de Santiago de Calimaya, IV marquesa de Salvatierra de Peralta, XI Adelantada Mayor Perpetuo Islas Filipinas. Soltera. Sin descendientes. Le sucedió su hermana:

- Ana María Gutiérrez Arellano de Velasco y Ovando (1766-1809), X condesa de Santiago de Calimaya, X marquesa de Salinas del Río Pisuerga, VII marquesa de Salvatierra, XII Adelantada Mayor Perpetuo Islas Filipinas.

1. Casó con Ignacio Leonel Gómez de Cervantes y Padilla. Le sucedió su hijo:

- José María Gómez de Cervantes y Altamirano de Velasco (1786-1856), XI conde de Santiago de Calimaya, XI marqués de Salinas del Río Pisuerga, XIII Adelantado Mayor Perpetuo Islas Filipinas.

1. Casó con Mariana de Michaus y Oroquieta. Le sucedió su hijo:

- José Juan de Cervantes y Michaus (1810-1870), XII conde de Santiago de Calimaya, XIV Adelantado Mayor Perpetuo Islas Filipinas.

1. Casó con Amada Pliego y González.

- Antonio de Padua de Cervantes y Pliego, XIII conde de Santiago de Calimaya.[5]

El título fue rehabilitado por una pariente lejana :
Rehabilitación por Alfonso XIII en 1923:
- María Teresa Losada y González de Villalaz, XIII condesa de Santiago de Calimaya, VII marquesa de Olías, V marquesa de Otero, III marquesa de San Felipe el Real de Chile, VII marquesa de Zarreal, hija de Ángel Pedro de Losada y Fernández de Liencres, III marqués de los Castellones.

1. Casó con Luis de Urquijo y Ussía, I marqués de Amurrio. Le sucedió, por cesión en 1943, su hijo:

- Javier de Urquijo y Losada, XIV conde de Santiago de Calimaya.

1. Casó con María del Carmen Gómez-Acebo y Silvela. Le sucedió, de su hija, María del Carmen de Urquijo y Gómez-Acebo, II marquesa de Zurgena que casó con Matías Bores y Saiz marqués de Ariño, la hija de ambos, por tanto su nieta:

- Myriam Bores y de Urquijo, XV condesa de Santiago de Calimaya.

## Árbol genealógico
|  |  | Pedro I, Rey de Castilla (1334-1369)                                        |                                                                     |                                                                     |                                                                     |                                                                     |                                                                     |  |  | | | | | | |  |  |                                                                                             |                                                                                             |                                                                                             |                                                                                             |                                                                                             |                                                                                             |  |  |                                                                          |                                                                          |                                                                          |                                                                          |                                                                          |                                                                          |  |  |  |  |  |  |  |  |  |  |  |  |  |  |  |  |
|  |  |                                                                             |                                                                     |                                                                     |                                                                     |                                                                     |                                                                     |  |  | | | | | | |  |  |                                                                                             |                                                                                             |                                                                                             |                                                                                             |                                                                                             |                                                                                             |  |  |                                                                          |                                                                          |                                                                          |                                                                          |                                                                          |                                                                          |  |  |  |  |  |  |  |  |  |  |  |  |  |  |  |  |
|  |  | Juan de Castilla, (1355-1405)                                               |                                                                     |                                                                     |                                                                     |                                                                     |                                                                     |  |  | | | | | | |  |  |                                                                                             |                                                                                             |                                                                                             |                                                                                             |                                                                                             |                                                                                             |  |  |                                                                          |                                                                          |                                                                          |                                                                          |                                                                          |                                                                          |  |  |  |  |  |  |  |  |  |  |  |  |  |  |  |  |
|  |  |                                                                             |                                                                     |                                                                     |                                                                     |                                                                     |                                                                     |  |  | | | | | | |  |  |                                                                                             |                                                                                             |                                                                                             |                                                                                             |                                                                                             |                                                                                             |  |  |                                                                          |                                                                          |                                                                          |                                                                          |                                                                          |                                                                          |  |  |  |  |  |  |  |  |  |  |  |  |  |  |  |  |
|  |  | Pedro de Castilla, Obispo de Osma y Palencia (1394-1461)                    |                                                                     |                                                                     |                                                                     |                                                                     |                                                                     |  |  | | | | | | |  |  |                                                                                             |                                                                                             |                                                                                             |                                                                                             |                                                                                             |                                                                                             |  |  |                                                                          |                                                                          |                                                                          |                                                                          |                                                                          |                                                                          |  |  |  |  |  |  |  |  |  |  |  |  |  |  |  |  |
|  |  |                                                                             |                                                                     |                                                                     |                                                                     |                                                                     |                                                                     |  |  | | | | | | |  |  |                                                                                             |                                                                                             |                                                                                             |                                                                                             |                                                                                             |                                                                                             |  |  |                                                                          |                                                                          |                                                                          |                                                                          |                                                                          |                                                                          |  |  |  |  |  |  |  |  |  |  |  |  |  |  |  |  |
|  |  | Alonso de Castilla y Drochelin, Señor de Valladolid (1440-1486)             |                                                                     |                                                                     |                                                                     |                                                                     |                                                                     |  |  | | | | | | |  |  |                                                                                             |                                                                                             |                                                                                             |                                                                                             |                                                                                             |                                                                                             |  |  |                                                                          |                                                                          |                                                                          |                                                                          |                                                                          |                                                                          |  |  |  |  |  |  |  |  |  |  |  |  |  |  |  |  |
|  |  |                                                                             |                                                                     |                                                                     |                                                                     |                                                                     |                                                                     |  |  | | | | | | |  |  |                                                                                             |                                                                                             |                                                                                             |                                                                                             |                                                                                             |                                                                                             |  |  |                                                                          |                                                                          |                                                                          |                                                                          |                                                                          |                                                                          |  |  |  |  |  |  |  |  |  |  |  |  |  |  |  |  |
|  |  | Pedro de Castilla y Zuñiga, (1475-?)                                        |                                                                     |                                                                     |                                                                     |                                                                     |                                                                     |  |  | | | | | | |  |  |                                                                                             |                                                                                             |                                                                                             |                                                                                             |                                                                                             |                                                                                             |  |  |                                                                          |                                                                          |                                                                          |                                                                          |                                                                          |                                                                          |  |  |  |  |  |  |  |  |  |  |  |  |  |  |  |  |
|  |  |                                                                             |                                                                     |                                                                     |                                                                     |                                                                     |                                                                     |  |  | | | | | | |  |  |                                                                                             |                                                                                             |                                                                                             |                                                                                             |                                                                                             |                                                                                             |  |  |                                                                          |                                                                          |                                                                          |                                                                          |                                                                          |                                                                          |  |  |  |  |  |  |  |  |  |  |  |  |  |  |  |  |
|  |  | Luis de Castilla y Osorio, (1502-1582)                                      |                                                                     |                                                                     |                                                                     |                                                                     |                                                                     |  |  | | | | | | |  |  |                                                                                             |                                                                                             |                                                                                             |                                                                                             |                                                                                             |                                                                                             |  |  |                                                                          |                                                                          |                                                                          |                                                                          |                                                                          |                                                                          |  |  |  |  |  |  |  |  |  |  |  |  |  |  |  |  |
|  |  |                                                                             |                                                                     |                                                                     |                                                                     |                                                                     |                                                                     |  |  | | | | | | |  |  |                                                                                             |                                                                                             |                                                                                             |                                                                                             |                                                                                             |                                                                                             |  |  |                                                                          |                                                                          |                                                                          |                                                                          |                                                                          |                                                                          |  |  |  |  |  |  |  |  |  |  |  |  |  |  |  |  |
|  |  | Francisca Osorio de Castilla y Sosa, (1535-1609)                            |                                                                     |                                                                     |                                                                     |                                                                     |                                                                     |  |  | | | | | | |  |  |                                                                                             |                                                                                             |                                                                                             |                                                                                             |                                                                                             |                                                                                             |  |  |                                                                          |                                                                          |                                                                          |                                                                          |                                                                          |                                                                          |  |  |  |  |  |  |  |  |  |  |  |  |  |  |  |  |
|  |  |                                                                             |                                                                     |                                                                     |                                                                     |                                                                     |                                                                     |  |  | | | | | | |  |  |                                                                                             |                                                                                             |                                                                                             |                                                                                             |                                                                                             |                                                                                             |  |  |                                                                          |                                                                          |                                                                          |                                                                          |                                                                          |                                                                          |  |  |  |  |  |  |  |  |  |  |  |  |  |  |  |  |
|  |  | Juan de Altamirano y Castilla                                               |                                                                     |                                                                     |                                                                     |                                                                     |                                                                     |  |  | | | | | | |  |  |                                                                                             |                                                                                             |                                                                                             |                                                                                             |                                                                                             |                                                                                             |  |  |                                                                          |                                                                          |                                                                          |                                                                          |                                                                          |                                                                          |  |  |  |  |  |  |  |  |  |  |  |  |  |  |  |  |
|  |  |                                                                             |                                                                     |                                                                     |                                                                     |                                                                     |                                                                     |  |  | | | | | | |  |  |                                                                                             |                                                                                             |                                                                                             |                                                                                             |                                                                                             |                                                                                             |  |  |                                                                          |                                                                          |                                                                          |                                                                          |                                                                          |                                                                          |  |  |  |  |  |  |  |  |  |  |  |  |  |  |  |  |
|  |  | Francisco de Altamirano e Ircio y Castilla, I conde de Santiago (1616-1657) |                                                                     |                                                                     |                                                                     |                                                                     |                                                                     |  |  | | | | | | |  |  |                                                                                             |                                                                                             |                                                                                             |                                                                                             |                                                                                             |                                                                                             |  |  |                                                                          |                                                                          |                                                                          |                                                                          |                                                                          |                                                                          |  |  |  |  |  |  |  |  |  |  |  |  |  |  |  |  |
|  |  |                                                                             |                                                                     |                                                                     |                                                                     |                                                                     |                                                                     |  |  | | | | | | |  |  |                                                                                             |                                                                                             |                                                                                             |                                                                                             |                                                                                             |                                                                                             |  |  |                                                                          |                                                                          |                                                                          |                                                                          |                                                                          |                                                                          |  |  |  |  |  |  |  |  |  |  |  |  |  |  |  |  |
|  |  |                                                                             |                                                                     |                                                                     |                                                                     |                                                                     |                                                                     |  |  | | | | | | |  |  |                                                                                             |                                                                                             |                                                                                             |                                                                                             |                                                                                             |                                                                                             |  |  |                                                                          |                                                                          |                                                                          |                                                                          |                                                                          |                                                                          |  |  |  |  |  |  |  |  |  |  |  |  |  |  |  |  |
|  |  | Juan de Altamirano y Velasco, II conde de Santiago (1657-1661)              | Juan de Altamirano y Velasco, II conde de Santiago (1657-1661)      | Juan de Altamirano y Velasco, II conde de Santiago (1657-1661)      | Juan de Altamirano y Velasco, II conde de Santiago (1657-1661)      | Juan de Altamirano y Velasco, II conde de Santiago (1657-1661)      | Juan de Altamirano y Velasco, II conde de Santiago (1657-1661)      |  |  | Nicolás de Altamirano y Velasco | Nicolás de Altamirano y Velasco | Nicolás de Altamirano y Velasco | Nicolás de Altamirano y Velasco | Nicolás de Altamirano y Velasco | Nicolás de Altamirano y Velasco |  |  |                                                                                             |                                                                                             |                                                                                             |                                                                                             |                                                                                             |                                                                                             |  |  |                                                                          |                                                                          |                                                                          |                                                                          |                                                                          |                                                                          |  |  |  |  |  |  |  |  |  |  |  |  |  |  |  |  |
|  |  | Juan de Altamirano y Velasco, II conde de Santiago (1657-1661)              | Juan de Altamirano y Velasco, II conde de Santiago (1657-1661)      | Juan de Altamirano y Velasco, II conde de Santiago (1657-1661)      | Juan de Altamirano y Velasco, II conde de Santiago (1657-1661)      | Juan de Altamirano y Velasco, II conde de Santiago (1657-1661)      | Juan de Altamirano y Velasco, II conde de Santiago (1657-1661)      |  |  | Nicolás de Altamirano y Velasco | Nicolás de Altamirano y Velasco | Nicolás de Altamirano y Velasco | Nicolás de Altamirano y Velasco | Nicolás de Altamirano y Velasco | Nicolás de Altamirano y Velasco |  |  |                                                                                             |                                                                                             |                                                                                             |                                                                                             |                                                                                             |                                                                                             |  |  |                                                                          |                                                                          |                                                                          |                                                                          |                                                                          |                                                                          |  |  |  |  |  |  |  |  |  |  |  |  |  |  |  |  |
|  |  | Fernando de Altamirano y Legazpi, III conde de Santiago (1661-1684)         | Fernando de Altamirano y Legazpi, III conde de Santiago (1661-1684) | Fernando de Altamirano y Legazpi, III conde de Santiago (1661-1684) | Fernando de Altamirano y Legazpi, III conde de Santiago (1661-1684) | Fernando de Altamirano y Legazpi, III conde de Santiago (1661-1684) | Fernando de Altamirano y Legazpi, III conde de Santiago (1661-1684) |  |  | Nicolás Diego Altamirano de Velasco Vivero, VI Conde del Valle de Orizaba                                                                | Nicolás Diego Altamirano de Velasco Vivero, VI Conde del Valle de Orizaba                                                            | Nicolás Diego Altamirano de Velasco Vivero, VI Conde del Valle de Orizaba                                                            | Nicolás Diego Altamirano de Velasco Vivero, VI Conde del Valle de Orizaba                                                            | Nicolás Diego Altamirano de Velasco Vivero, VI Conde del Valle de Orizaba                                                            | Nicolás Diego Altamirano de Velasco Vivero, VI Conde del Valle de Orizaba                                                            |  |  |                                                                                             |                                                                                             |                                                                                             |                                                                                             |                                                                                             |                                                                                             |  |  |                                                                          |                                                                          |                                                                          |                                                                          |                                                                          |                                                                          |  |  |  |  |  |  |  |  |  |  |  |  |  |  |  |  |
|  |  | Fernando de Altamirano y Legazpi, III conde de Santiago (1661-1684)         | Fernando de Altamirano y Legazpi, III conde de Santiago (1661-1684) | Fernando de Altamirano y Legazpi, III conde de Santiago (1661-1684) | Fernando de Altamirano y Legazpi, III conde de Santiago (1661-1684) | Fernando de Altamirano y Legazpi, III conde de Santiago (1661-1684) | Fernando de Altamirano y Legazpi, III conde de Santiago (1661-1684) |  |  | Nicolás Diego Altamirano de Velasco Vivero, VI Conde del Valle de Orizaba                                                                | Nicolás Diego Altamirano de Velasco Vivero, VI Conde del Valle de Orizaba                                                            | Nicolás Diego Altamirano de Velasco Vivero, VI Conde del Valle de Orizaba                                                            | Nicolás Diego Altamirano de Velasco Vivero, VI Conde del Valle de Orizaba                                                            | Nicolás Diego Altamirano de Velasco Vivero, VI Conde del Valle de Orizaba                                                            | Nicolás Diego Altamirano de Velasco Vivero, VI Conde del Valle de Orizaba                                                            |  |  |                                                                                             |                                                                                             |                                                                                             |                                                                                             |                                                                                             |                                                                                             |  |  |                                                                          |                                                                          |                                                                          |                                                                          |                                                                          |                                                                          |  |  |  |  |  |  |  |  |  |  |  |  |  |  |  |  |
|  |  |                                                                             |                                                                     |                                                                     |                                                                     |                                                                     |                                                                     |  |  | | | | | | |  |  |                                                                                             |                                                                                             |                                                                                             |                                                                                             |                                                                                             |                                                                                             |  |  |                                                                          |                                                                          |                                                                          |                                                                          |                                                                          |                                                                          |  |  |  |  |  |  |  |  |  |  |  |  |  |  |  |  |
|  |  | Juan de Altamirano y Villegas, IV conde de Santiago (1684- ?)               | Juan de Altamirano y Villegas, IV conde de Santiago (1684- ?)       | Juan de Altamirano y Villegas, IV conde de Santiago (1684- ?)       | Juan de Altamirano y Villegas, IV conde de Santiago (1684- ?)       | Juan de Altamirano y Villegas, IV conde de Santiago (1684- ?)       | Juan de Altamirano y Villegas, IV conde de Santiago (1684- ?)       |  |  | Nicolás de Altamirano y Villegas, VI conde de Santiago VI marqués de Salinas (1704 -1721)                                                | Nicolás de Altamirano y Villegas, VI conde de Santiago VI marqués de Salinas (1704 -1721)                                            | Nicolás de Altamirano y Villegas, VI conde de Santiago VI marqués de Salinas (1704 -1721)                                            | Nicolás de Altamirano y Villegas, VI conde de Santiago VI marqués de Salinas (1704 -1721)                                            | Nicolás de Altamirano y Villegas, VI conde de Santiago VI marqués de Salinas (1704 -1721)                                            | Nicolás de Altamirano y Villegas, VI conde de Santiago VI marqués de Salinas (1704 -1721)                                            |  |  |                                                                                             |                                                                                             |                                                                                             |                                                                                             |                                                                                             |                                                                                             |  |  |                                                                          |                                                                          |                                                                          |                                                                          |                                                                          |                                                                          |  |  |  |  |  |  |  |  |  |  |  |  |  |  |  |  |
|  |  | Juan de Altamirano y Villegas, IV conde de Santiago (1684- ?)               | Juan de Altamirano y Villegas, IV conde de Santiago (1684- ?)       | Juan de Altamirano y Villegas, IV conde de Santiago (1684- ?)       | Juan de Altamirano y Villegas, IV conde de Santiago (1684- ?)       | Juan de Altamirano y Villegas, IV conde de Santiago (1684- ?)       | Juan de Altamirano y Villegas, IV conde de Santiago (1684- ?)       |  |  | Nicolás de Altamirano y Villegas, VI conde de Santiago VI marqués de Salinas (1704 -1721)                                                | Nicolás de Altamirano y Villegas, VI conde de Santiago VI marqués de Salinas (1704 -1721)                                            | Nicolás de Altamirano y Villegas, VI conde de Santiago VI marqués de Salinas (1704 -1721)                                            | Nicolás de Altamirano y Villegas, VI conde de Santiago VI marqués de Salinas (1704 -1721)                                            | Nicolás de Altamirano y Villegas, VI conde de Santiago VI marqués de Salinas (1704 -1721)                                            | Nicolás de Altamirano y Villegas, VI conde de Santiago VI marqués de Salinas (1704 -1721)                                            |  |  |                                                                                             |                                                                                             |                                                                                             |                                                                                             |                                                                                             |                                                                                             |  |  |                                                                          |                                                                          |                                                                          |                                                                          |                                                                          |                                                                          |  |  |  |  |  |  |  |  |  |  |  |  |  |  |  |  |
|  |  | Fernando de Altamirano y Mendoza, V conde de Santiago ( ? - 1704)           | Fernando de Altamirano y Mendoza, V conde de Santiago ( ? - 1704)   | Fernando de Altamirano y Mendoza, V conde de Santiago ( ? - 1704)   | Fernando de Altamirano y Mendoza, V conde de Santiago ( ? - 1704)   | Fernando de Altamirano y Mendoza, V conde de Santiago ( ? - 1704)   | Fernando de Altamirano y Mendoza, V conde de Santiago ( ? - 1704)   |  |  | Juan Altamirano de Velasco y Gorráez, VII conde de Santiago VII marqués de Salinas (1721- ?)                                             | Juan Altamirano de Velasco y Gorráez, VII conde de Santiago VII marqués de Salinas (1721- ?)                                         | Juan Altamirano de Velasco y Gorráez, VII conde de Santiago VII marqués de Salinas (1721- ?)                                         | Juan Altamirano de Velasco y Gorráez, VII conde de Santiago VII marqués de Salinas (1721- ?)                                         | Juan Altamirano de Velasco y Gorráez, VII conde de Santiago VII marqués de Salinas (1721- ?)                                         | Juan Altamirano de Velasco y Gorráez, VII conde de Santiago VII marqués de Salinas (1721- ?)                                         |  |  |                                                                                             |                                                                                             |                                                                                             |                                                                                             |                                                                                             |                                                                                             |  |  |                                                                          |                                                                          |                                                                          |                                                                          |                                                                          |                                                                          |  |  |  |  |  |  |  |  |  |  |  |  |  |  |  |  |
|  |  | Fernando de Altamirano y Mendoza, V conde de Santiago ( ? - 1704)           | Fernando de Altamirano y Mendoza, V conde de Santiago ( ? - 1704)   | Fernando de Altamirano y Mendoza, V conde de Santiago ( ? - 1704)   | Fernando de Altamirano y Mendoza, V conde de Santiago ( ? - 1704)   | Fernando de Altamirano y Mendoza, V conde de Santiago ( ? - 1704)   | Fernando de Altamirano y Mendoza, V conde de Santiago ( ? - 1704)   |  |  | Juan Altamirano de Velasco y Gorráez, VII conde de Santiago VII marqués de Salinas (1721- ?)                                             | Juan Altamirano de Velasco y Gorráez, VII conde de Santiago VII marqués de Salinas (1721- ?)                                         | Juan Altamirano de Velasco y Gorráez, VII conde de Santiago VII marqués de Salinas (1721- ?)                                         | Juan Altamirano de Velasco y Gorráez, VII conde de Santiago VII marqués de Salinas (1721- ?)                                         | Juan Altamirano de Velasco y Gorráez, VII conde de Santiago VII marqués de Salinas (1721- ?)                                         | Juan Altamirano de Velasco y Gorráez, VII conde de Santiago VII marqués de Salinas (1721- ?)                                         |  |  |                                                                                             |                                                                                             |                                                                                             |                                                                                             |                                                                                             |                                                                                             |  |  |                                                                          |                                                                          |                                                                          |                                                                          |                                                                          |                                                                          |  |  |  |  |  |  |  |  |  |  |  |  |  |  |  |  |
|  |  |                                                                             |                                                                     |                                                                     |                                                                     |                                                                     |                                                                     |  |  | Juan Altamirano de Velasco Urrútia-Vergara, VIII conde de Santiago VIII marqués de Salinas IV marqués de Salvatierra de Peralta (?-1793) | | | | | |  |  |                                                                                             |                                                                                             |                                                                                             |                                                                                             |                                                                                             |                                                                                             |  |  |                                                                          |                                                                          |                                                                          |                                                                          |                                                                          |                                                                          |  |  |  |  |  |  |  |  |  |  |  |  |  |  |  |  |
|  |  |                                                                             |                                                                     |                                                                     |                                                                     |                                                                     |                                                                     |  |  | | | | | | |  |  |                                                                                             |                                                                                             |                                                                                             |                                                                                             |                                                                                             |                                                                                             |  |  |                                                                          |                                                                          |                                                                          |                                                                          |                                                                          |                                                                          |  |  |  |  |  |  |  |  |  |  |  |  |  |  |  |  |
|  |  |                                                                             |                                                                     |                                                                     |                                                                     |                                                                     |                                                                     |  |  | | | | | | |  |  |                                                                                             |                                                                                             |                                                                                             |                                                                                             |                                                                                             |                                                                                             |  |  |                                                                          |                                                                          |                                                                          |                                                                          |                                                                          |                                                                          |  |  |  |  |  |  |  |  |  |  |  |  |  |  |  |  |
|  |  |                                                                             |                                                                     |                                                                     |                                                                     |                                                                     |                                                                     |  |  | María Altamirano de Velasco y Ovando, IX condesa de Santiago IX marquesa de Salinas V marquesa de Salvatierra de Peralta (1793-1802)     | María Altamirano de Velasco y Ovando, IX condesa de Santiago IX marquesa de Salinas V marquesa de Salvatierra de Peralta (1793-1802) | María Altamirano de Velasco y Ovando, IX condesa de Santiago IX marquesa de Salinas V marquesa de Salvatierra de Peralta (1793-1802) | María Altamirano de Velasco y Ovando, IX condesa de Santiago IX marquesa de Salinas V marquesa de Salvatierra de Peralta (1793-1802) | María Altamirano de Velasco y Ovando, IX condesa de Santiago IX marquesa de Salinas V marquesa de Salvatierra de Peralta (1793-1802) | María Altamirano de Velasco y Ovando, IX condesa de Santiago IX marquesa de Salinas V marquesa de Salvatierra de Peralta (1793-1802) |  |  | Ana Altamirano de Velasco y Ovando, X condesa de Santiago X marquesa de Salinas (1802-1809) | Ana Altamirano de Velasco y Ovando, X condesa de Santiago X marquesa de Salinas (1802-1809) | Ana Altamirano de Velasco y Ovando, X condesa de Santiago X marquesa de Salinas (1802-1809) | Ana Altamirano de Velasco y Ovando, X condesa de Santiago X marquesa de Salinas (1802-1809) | Ana Altamirano de Velasco y Ovando, X condesa de Santiago X marquesa de Salinas (1802-1809) | Ana Altamirano de Velasco y Ovando, X condesa de Santiago X marquesa de Salinas (1802-1809) |  |  |                                                                          |                                                                          |                                                                          |                                                                          |                                                                          |                                                                          |  |  |  |  |  |  |  |  |  |  |  |  |  |  |  |  |
|  |  |                                                                             |                                                                     |                                                                     |                                                                     |                                                                     |                                                                     |  |  | María Altamirano de Velasco y Ovando, IX condesa de Santiago IX marquesa de Salinas V marquesa de Salvatierra de Peralta (1793-1802)     | María Altamirano de Velasco y Ovando, IX condesa de Santiago IX marquesa de Salinas V marquesa de Salvatierra de Peralta (1793-1802) | María Altamirano de Velasco y Ovando, IX condesa de Santiago IX marquesa de Salinas V marquesa de Salvatierra de Peralta (1793-1802) | María Altamirano de Velasco y Ovando, IX condesa de Santiago IX marquesa de Salinas V marquesa de Salvatierra de Peralta (1793-1802) | María Altamirano de Velasco y Ovando, IX condesa de Santiago IX marquesa de Salinas V marquesa de Salvatierra de Peralta (1793-1802) | María Altamirano de Velasco y Ovando, IX condesa de Santiago IX marquesa de Salinas V marquesa de Salvatierra de Peralta (1793-1802) |  |  | Ana Altamirano de Velasco y Ovando, X condesa de Santiago X marquesa de Salinas (1802-1809) | Ana Altamirano de Velasco y Ovando, X condesa de Santiago X marquesa de Salinas (1802-1809) | Ana Altamirano de Velasco y Ovando, X condesa de Santiago X marquesa de Salinas (1802-1809) | Ana Altamirano de Velasco y Ovando, X condesa de Santiago X marquesa de Salinas (1802-1809) | Ana Altamirano de Velasco y Ovando, X condesa de Santiago X marquesa de Salinas (1802-1809) | Ana Altamirano de Velasco y Ovando, X condesa de Santiago X marquesa de Salinas (1802-1809) |  |  |                                                                          |                                                                          |                                                                          |                                                                          |                                                                          |                                                                          |  |  |  |  |  |  |  |  |  |  |  |  |  |  |  |  |
|  |  |                                                                             |                                                                     |                                                                     |                                                                     |                                                                     |                                                                     |  |  | | | | | | |  |  |                                                                                             |                                                                                             |                                                                                             |                                                                                             |                                                                                             |                                                                                             |  |  |                                                                          |                                                                          |                                                                          |                                                                          |                                                                          |                                                                          |  |  |  |  |  |  |  |  |  |  |  |  |  |  |  |  |
|  |  |                                                                             |                                                                     |                                                                     |                                                                     |                                                                     |                                                                     |  |  | Miguel Jerónimo de Cervantes y Velasco, VI marqués de Salvatierra de Peralta (1789-1864)                                                 | Miguel Jerónimo de Cervantes y Velasco, VI marqués de Salvatierra de Peralta (1789-1864)                                             | Miguel Jerónimo de Cervantes y Velasco, VI marqués de Salvatierra de Peralta (1789-1864)                                             | Miguel Jerónimo de Cervantes y Velasco, VI marqués de Salvatierra de Peralta (1789-1864)                                             | Miguel Jerónimo de Cervantes y Velasco, VI marqués de Salvatierra de Peralta (1789-1864)                                             | Miguel Jerónimo de Cervantes y Velasco, VI marqués de Salvatierra de Peralta (1789-1864)                                             |  |  | José María de Cervantes y Velasco, XI conde de Santiago XI marqués de Salinas (1809-1856)   | José María de Cervantes y Velasco, XI conde de Santiago XI marqués de Salinas (1809-1856)   | José María de Cervantes y Velasco, XI conde de Santiago XI marqués de Salinas (1809-1856)   | José María de Cervantes y Velasco, XI conde de Santiago XI marqués de Salinas (1809-1856)   | José María de Cervantes y Velasco, XI conde de Santiago XI marqués de Salinas (1809-1856)   | José María de Cervantes y Velasco, XI conde de Santiago XI marqués de Salinas (1809-1856)   |  |  | Rafael de Cervantes y Velasco, (1802-1850)                               | Rafael de Cervantes y Velasco, (1802-1850)                               | Rafael de Cervantes y Velasco, (1802-1850)                               | Rafael de Cervantes y Velasco, (1802-1850)                               | Rafael de Cervantes y Velasco, (1802-1850)                               | Rafael de Cervantes y Velasco, (1802-1850)                               |  |  |  |  |  |  |  |  |  |  |  |  |  |  |  |  |
|  |  |                                                                             |                                                                     |                                                                     |                                                                     |                                                                     |                                                                     |  |  | Miguel Jerónimo de Cervantes y Velasco, VI marqués de Salvatierra de Peralta (1789-1864)                                                 | Miguel Jerónimo de Cervantes y Velasco, VI marqués de Salvatierra de Peralta (1789-1864)                                             | Miguel Jerónimo de Cervantes y Velasco, VI marqués de Salvatierra de Peralta (1789-1864)                                             | Miguel Jerónimo de Cervantes y Velasco, VI marqués de Salvatierra de Peralta (1789-1864)                                             | Miguel Jerónimo de Cervantes y Velasco, VI marqués de Salvatierra de Peralta (1789-1864)                                             | Miguel Jerónimo de Cervantes y Velasco, VI marqués de Salvatierra de Peralta (1789-1864)                                             |  |  | José María de Cervantes y Velasco, XI conde de Santiago XI marqués de Salinas (1809-1856)   | José María de Cervantes y Velasco, XI conde de Santiago XI marqués de Salinas (1809-1856)   | José María de Cervantes y Velasco, XI conde de Santiago XI marqués de Salinas (1809-1856)   | José María de Cervantes y Velasco, XI conde de Santiago XI marqués de Salinas (1809-1856)   | José María de Cervantes y Velasco, XI conde de Santiago XI marqués de Salinas (1809-1856)   | José María de Cervantes y Velasco, XI conde de Santiago XI marqués de Salinas (1809-1856)   |  |  | Rafael de Cervantes y Velasco, (1802-1850)                               | Rafael de Cervantes y Velasco, (1802-1850)                               | Rafael de Cervantes y Velasco, (1802-1850)                               | Rafael de Cervantes y Velasco, (1802-1850)                               | Rafael de Cervantes y Velasco, (1802-1850)                               | Rafael de Cervantes y Velasco, (1802-1850)                               |  |  |  |  |  |  |  |  |  |  |  |  |  |  |  |  |
|  |  |                                                                             |                                                                     |                                                                     |                                                                     |                                                                     |                                                                     |  |  | José Cervantes y Estanillo, VII marqués de Salvatierra de Peralta (1821-1869)                                                            | José Cervantes y Estanillo, VII marqués de Salvatierra de Peralta (1821-1869)                                                        | José Cervantes y Estanillo, VII marqués de Salvatierra de Peralta (1821-1869)                                                        | José Cervantes y Estanillo, VII marqués de Salvatierra de Peralta (1821-1869)                                                        | José Cervantes y Estanillo, VII marqués de Salvatierra de Peralta (1821-1869)                                                        | José Cervantes y Estanillo, VII marqués de Salvatierra de Peralta (1821-1869)                                                        |  |  | Juan José de Cervantes Michaus, XII conde de Santiago XII marqués de Salinas (1856-1870)    | Juan José de Cervantes Michaus, XII conde de Santiago XII marqués de Salinas (1856-1870)    | Juan José de Cervantes Michaus, XII conde de Santiago XII marqués de Salinas (1856-1870)    | Juan José de Cervantes Michaus, XII conde de Santiago XII marqués de Salinas (1856-1870)    | Juan José de Cervantes Michaus, XII conde de Santiago XII marqués de Salinas (1856-1870)    | Juan José de Cervantes Michaus, XII conde de Santiago XII marqués de Salinas (1856-1870)    |  |  | Javier Cervantes y Ozta, XI marqués de Santa Fe de Guardiola (1829-1888) | Javier Cervantes y Ozta, XI marqués de Santa Fe de Guardiola (1829-1888) | Javier Cervantes y Ozta, XI marqués de Santa Fe de Guardiola (1829-1888) | Javier Cervantes y Ozta, XI marqués de Santa Fe de Guardiola (1829-1888) | Javier Cervantes y Ozta, XI marqués de Santa Fe de Guardiola (1829-1888) | Javier Cervantes y Ozta, XI marqués de Santa Fe de Guardiola (1829-1888) |  |  |  |  |  |  |  |  |  |  |  |  |  |  |  |  |
|  |  |                                                                             |                                                                     |                                                                     |                                                                     |                                                                     |                                                                     |  |  | José Cervantes y Estanillo, VII marqués de Salvatierra de Peralta (1821-1869)                                                            | José Cervantes y Estanillo, VII marqués de Salvatierra de Peralta (1821-1869)                                                        | José Cervantes y Estanillo, VII marqués de Salvatierra de Peralta (1821-1869)                                                        | José Cervantes y Estanillo, VII marqués de Salvatierra de Peralta (1821-1869)                                                        | José Cervantes y Estanillo, VII marqués de Salvatierra de Peralta (1821-1869)                                                        | José Cervantes y Estanillo, VII marqués de Salvatierra de Peralta (1821-1869)                                                        |  |  | Juan José de Cervantes Michaus, XII conde de Santiago XII marqués de Salinas (1856-1870)    | Juan José de Cervantes Michaus, XII conde de Santiago XII marqués de Salinas (1856-1870)    | Juan José de Cervantes Michaus, XII conde de Santiago XII marqués de Salinas (1856-1870)    | Juan José de Cervantes Michaus, XII conde de Santiago XII marqués de Salinas (1856-1870)    | Juan José de Cervantes Michaus, XII conde de Santiago XII marqués de Salinas (1856-1870)    | Juan José de Cervantes Michaus, XII conde de Santiago XII marqués de Salinas (1856-1870)    |  |  | Javier Cervantes y Ozta, XI marqués de Santa Fe de Guardiola (1829-1888) | Javier Cervantes y Ozta, XI marqués de Santa Fe de Guardiola (1829-1888) | Javier Cervantes y Ozta, XI marqués de Santa Fe de Guardiola (1829-1888) | Javier Cervantes y Ozta, XI marqués de Santa Fe de Guardiola (1829-1888) | Javier Cervantes y Ozta, XI marqués de Santa Fe de Guardiola (1829-1888) | Javier Cervantes y Ozta, XI marqués de Santa Fe de Guardiola (1829-1888) |  |  |  |  |  |  |  |  |  |  |  |  |  |  |  |  |

## Nota
María Teresa de Losada y González de Villalaz y Luis de Urquijo y Ussía, distribuyeron sus títulos entre sus hijos, de tal forma que:
1. Ángel de Urquijo y Losada, fue II marqués de Amurrio.
2. Javier de Urquijo y Losada, fue XV conde de Santiago de Calimaya.
3. Ignacio de Urquijo y Losada, fue VI marqués de Otero.
4. Luis de Urquijo y Losada, fue IV marqués de San Felipe el Real de Chile.
5. María Luisa de Urquijo y Losada, fue VIII marquesa de Olías.

Sucesión en el Marquesado de Zarreal:
El Marquesado de Zarreal, pasó de María Teresa de Losada y González de Villalaz, a través de su hermano Eduardo Pedro de Losada y González de Vilalaz, casado con Virginia Drake y Fernández Durán a su hijo:
Emilio de Losada y Drake, III marqués de los Castellones, que casó con Carmen Penalva y Baillo, y de éste a su hija:
María del Carmen de Losada y Penalva, actual marquesa de Zarreal, casada con Amil Rose Tate.